# Centenaire (groupe)
Cet article concerne le groupe français. Pour la personne, voir Centenaire. Pour la commémoration, voir Centenaire (événement). Pour la station de métro léger, voir Centenaire (métro léger de Charleroi).
 (janvier 2010).
Si vous disposez d'ouvrages ou d'articles de référence ou si vous connaissez des sites web de qualité traitant du thème abordé ici, merci de compléter l'article en donnant les références utiles à sa vérifiabilité et en les liant à la section « Notes et références ».
Centenaire, est un groupe d'indie pop formé à Paris en janvier 2006.
Le groupe a été fondé par Damien Mingus (my jazzy child), Aurélien Potier et Orval Carlos Sibelius. Ils ont été rejoints par Stéphane Laporte (Domotic) à la fin de l’année 2006. Depuis, ils jouent ensemble une musique qui oscille entre pop baroque, folk progressif et rock féerique. Orval Carlos Sibelius a quitté le groupe fin 2009.
Ils sont proches de l’univers de Robert Wyatt et de l'École de Canterbury.
Au départ très minimal (violoncelle, guitare, charango et voix), l'univers musical de Centenaire s'est étoffé avec de nombreux autres instruments comme la clarinette, le mélodica, les claviers, le xylophone et les percussions. Ce mélange est volontairement tourné vers l’acoustique. 
La démarche artistique est volontairement basée sur un enregistrement en direct avec le moins de post-production possible pour rendre l’ambiance des concerts d’appartements que le groupe a souvent organisé.
Les influences de Centenaire se retrouvent dans le Delta blues, Mark Hollis, The Sea and Cake, Penguin Cafe Orchestra, Pinback, Portishead, Slint, This Heat et bien d'autres.

## Discographie
- Centenaire (2007)
- The Enemy (2009)
- Somewhere Safe (2014)